# تاباكولو سانتا مارتا
تاباكولو سانتا مارتا (الاسم العلمي: Scytalopus sanctaemartae) (بالإنجليزية: Santa Marta Tapaculo)‏ هو نوع من الطيور يتبع جنس التاباكولو من فصيلة التاباكولات.